# Stenocallimerus prasinatus
Stenocallimerus prasinatus is een keversoort uit de familie mierkevers (Cleridae). De wetenschappelijke naam van de soort is voor het eerst geldig gepubliceerd in 1896 door Lewis.